# 에어포트 77
에어포트 77(Airport '77)는 미국에서 제작된 제리 제임슨 감독의 1977년 영화이다. 잭 레먼 등이 주연으로 출연하였고 윌리엄 프라이어 등이 제작에 참여하였다.
줄거리는 보잉 747 여객기 납치 및 바다에 추락 사건 이후 구조를 시도하는 이야기이다.

## 출연

### 주연
- 잭 레먼
- 리 그란트
- 브렌다 바카로
- 조지프 코튼
- 올리비아 드 하빌랜드
- 대런 맥개빈
- 크리스토퍼 리
- 로버트 폭스워스
- 로버트 훅스

### 조연
- 조지 케네디
- 제임스 스튜어트

## 제작진
- 미술: 조지 C. 웨브
- 의상: 이디스 헤드
- 의상: 버턴 밀러